# 小花毛果草
小花毛果草（学名：Lasiocaryum munroi）是紫草科毛果草属的植物。分布于克什米尔、锡金以及中国大陆的西藏等地，目前尚未由人工引种栽培。